# Oncocnemis nita
Oncocnemis nita là một loài bướm đêm trong họ Noctuidae.